# 萊謝克二世

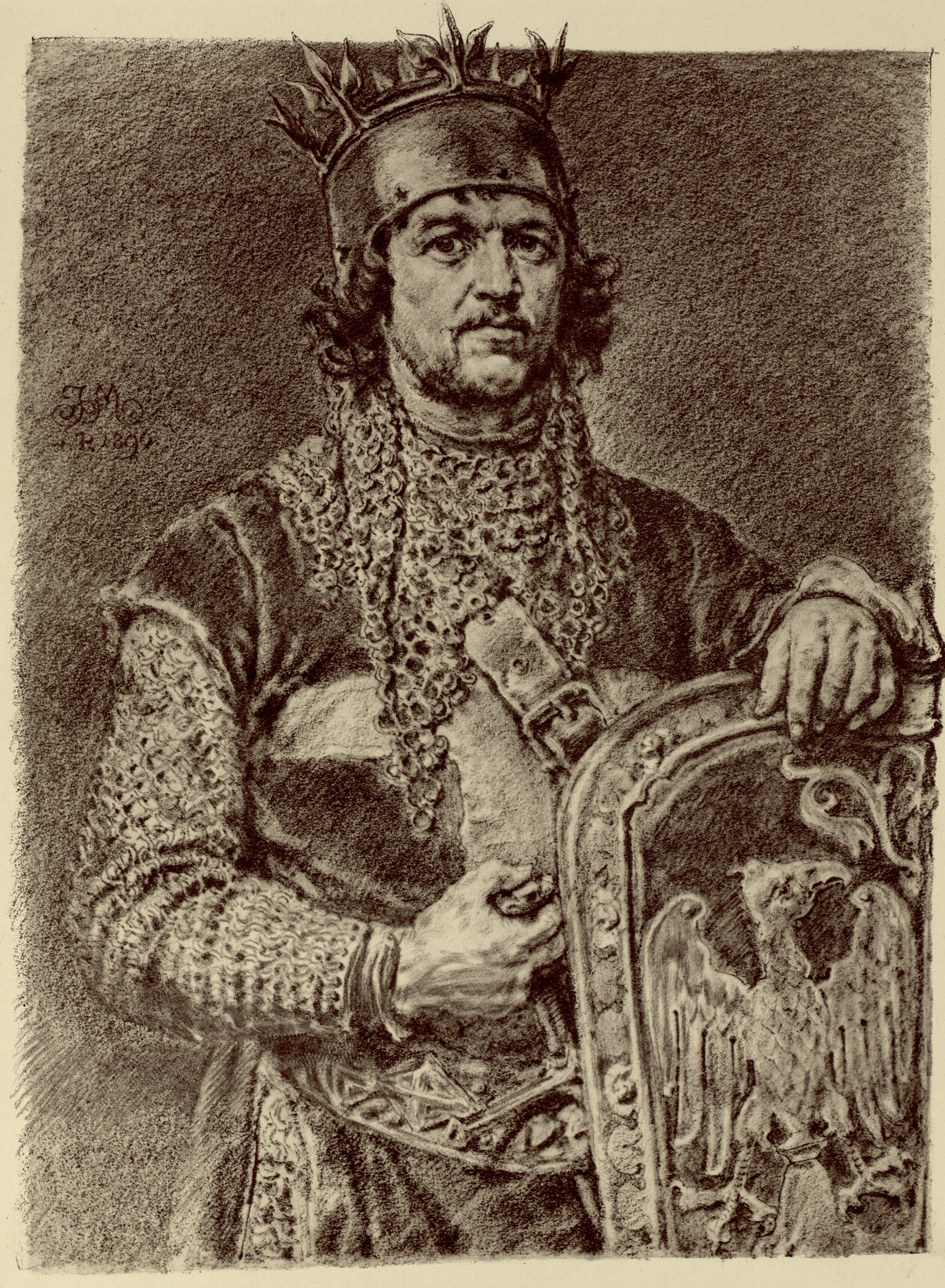
19世紀揚·馬泰伊科繪畫的萊謝克二世畫像

萊謝克二世（黑公爵）（波蘭語：Leszek Czarny，1240年/1242年—1288年9月30日），波蘭皮亞斯特王朝謝拉茲公爵（1261年－1288年）、文奇察公爵（1267年－1288年）、伊諾弗羅茨瓦夫公爵（1273年－1278年）、桑多梅日公爵（1279年－1288年）及波蘭最高的公爵克拉科夫大公（1279年－1288年）。

## 生平

### 早年
1257年，萊謝克的母親去世，不久他的父親卡齊米日一世迎娶第三任妻子奧波萊公爵卡西米爾一世的女兒歐芙羅日娜結婚。 萊謝克的繼母很快引起了家庭衝突，她試圖為自己的孩子獲取領土利益（其中最年長的是未來的波蘭國王「矮子」瓦迪斯瓦夫一世），這對萊謝克及其年輕的同父同母兄弟庫亞維的謝莫米斯烏不利；一些編年史甚至指責歐芙洛緒涅試圖毒害兩位王子，但這並未得到證實。

### 起兵叛亂
萊謝克二世和謝莫米斯爾在1261年反抗他們的父親和繼母（雖然謝莫米斯爾的參與在歷史學中有爭議）。起義最初失敗，因為當地的貴族對他們冒險的政策並不滿意，撒回對他們二人的支持； 然而，由於與波列斯瓦夫五世，馬佐夫舍公爵謝莫維特一世和虔誠的波列斯瓦夫組成的聯盟幫助他們二人，萊謝克二世最終迫使他的父親將謝拉茲作為一個由他獨立統治的公國。

### 謝拉茲公爵
作為謝拉茲公爵的萊謝克二世統治謝拉茲從1261年持續到1279年。他的公國是在波蘭人口較少的土地之一。所以他追求以殖民政策（發展包括像新布熱伊尼察，Lutomiersk，沃爾博日和拉多姆斯科這樣的城市）以及與教會的密切合作，慢慢地改變該地區的形象。
1267年，父親卡西米爾一世去世了，他的領地留給他的五名兒子。萊謝克二世作為已經擁有謝拉茲的長子，只分得文奇察。一年之後，伊諾弗羅茨瓦夫的公民反對其弟謝莫米斯爾的親德政策，並聲稱虔誠的波列斯瓦夫為他們的新統治者;然而謝莫米斯爾設法將其統治直至到1271年，當時波列斯瓦夫最終入侵該公國，迫使謝莫米斯爾逃脫。波列斯瓦夫他將該地區歸其統治了兩年，直到1273年，當時波列斯瓦夫將該地區送到萊謝克二世，後者出人意料地也成為了伊諾弗羅茨瓦夫公爵。他在這片土地上統治一直至1278年，當時在8月24日在會議後，由於大波蘭公爵普熱梅斯瓦夫二世的調解，萊謝克二世將公國送回給他的弟弟。

### 成為繼承人
當萊謝克二世於1261年從父親的統治下獲得獨立後，他迅速與克拉科夫和桑多梅日統治者貞潔的波列斯瓦夫五世建立了良好的關係。兩位公爵於1260年第一次見面是在對波希米亞王國的遠征，這是匈牙利與波希米亞戰爭中巴本堡遺產的行動一部分。萊謝克二世參與對波希米亞及其盟友（亨里克四世和瓦迪斯瓦夫·奧波爾斯基）的戰爭在其後持續，特別是在1271年－1273年期間。
因為克拉科夫大公波列斯瓦夫五世和他的妻子金加發誓要貞潔，他們的婚姻並沒有孩子。因為波列斯瓦夫五世與萊謝克二世緊密合作發展成萊謝克二世有望成為波列斯瓦夫五世的繼承人。1265年，波列斯瓦夫五世收養萊謝克作為他的繼承人。八年後，於1273年，奧波萊及拉齊布日公爵瓦迪斯瓦夫·奧波爾斯基因為拒絕接受這次收養，而組織了一次對克拉科夫的軍事遠征。6月4日發生了雙方對戰，奧波萊及拉齊布日軍隊被擊敗。10月底，波列斯瓦夫五世對奧波萊及拉齊布日公國進行報復性的遠征；然而，這些力量僅限於破壞公國的某些特定區域而已。1274年，瓦迪斯瓦夫·奧波爾斯基與波列斯瓦夫五世決定和平地結束此戰爭，奧波萊及拉齊布日公爵放棄了對克拉科夫王位的要求。
1265年，萊謝克二世與留里克王朝的加里奇公爵羅斯季斯拉夫·米哈伊洛維奇的女兒加里奇的格雷菲娜（也稱為阿格里皮娜）結婚。夫妻兩人對此婚姻完全不高興; 當她於1271年逃到克拉科夫並公開指責萊謝克二世無能時，因為這場婚姻從未完房。
這對夫婦終於在四年後因為波列斯瓦夫五世和他的妻子金加的干預而和解。1275年8月，格雷菲娜與丈夫一起返回公國。萊謝克二世隨後決定接受克拉科夫著名醫生克拉科夫的米克瓦伊治療。他的處方包括吃青蛙和蛇，因為此在“特拉斯克年鑑”中被發現 - “缺乏後代導致對國家的巨大憎惡”。 最終，萊謝克二世和格雷菲娜從未生過孩子。

### 克拉科夫大公及桑多梅日公爵
波列斯瓦夫五世於1279年12月7日逝世。按照他的意願，萊謝克二世繼承克拉科夫及桑多梅日公國。儘管萊謝克二世很可能被迫同意正式當選為克拉科夫公爵，但繼任沒有太大問題。 
然而，萊謝克二世統治的開始時並不平靜。出乎意料的是，加利奇－沃里尼亞王國的列夫一世在波希米亞國王瓦茨拉夫二世的幫助下計劃入侵克拉科夫。在立陶宛人、韃靼人和一些俄羅斯公國的幫助下，他於1280年2月入侵盧布林，越過維斯瓦河，並圍攻桑多梅日，後者設法抵抗。然而，萊謝克二世能夠重新組合足夠的力量來擊退入侵。最後一場戰鬥於2月23日在Goźlice舉行，迫使加利奇軍隊逃離。同年晚些時候，萊謝克二世組織並進行了報復性遠征，他們燒毀並摧毀了邊境地區，直到利沃夫。
第二年，萊謝克二世襲擊屬於弗羅茨瓦夫公爵亨里克四世以報復他們在會面後囚禁了萊謝克二世的盟友大波蘭公爵普熱梅斯瓦夫二世（可能是在巴雷奇）。這次遠征，除了重大的戰利品，它沒有出現預期的結果。
接下來的幾年也不是和平的。1282年，約域治亞人入侵盧布林並掠奪了幾個村莊。由於這次意外襲擊，他們向Łopiennik Górny挺進。萊謝克二世在被突襲後，仍可追逐侵略者至納雷夫河後發生了一場血腥的戰鬥。約域治亞人在那裡被屠殺，而這次大勝能夠將約域治亞人的武裝力量徹底毀滅。一年後，立陶宛人進行了報復性遠征，但是萊謝克二世在戰役中擊敗了他們。

### 與克拉科夫主教鬥爭
儘管萊謝克二世獲得所有軍事勝利，但萊謝克二世在克拉科夫-桑多梅日的地位並不強。幾乎在他所有的統治期間，他不得不與內部的反對派鬥爭。對他的統治主要的反對者是克拉科夫主教普拉曼科沃的保羅及桑多梅日總督雅努什·斯塔茨。與克拉科夫主教保羅的爭執始於1280年代初，當時他拒絕批准萊謝克二世對教會的限制性政策。匈牙利公主金加手持波列斯瓦夫五世的遺囑也在這場衝突中發揮了重要作用。根據她丈夫的意願，她收到了舊松奇地區作為最高公爵遺孀的封地。這個地區具有非常重要的戰略意義（因為與匈牙利接連），根據萊謝克二世的說法，太有戰略價值的地區不應該掌握在最高公爵遺孀的手中（儘管另一個動機可能是他想將這片土地交給他自己的妻子格雷菲娜）。在1282年至1283年期間，這時衝突在最戲劇性的階段，當時主教保羅（他狠狠地支持金加的權利）在拉戈會面後被抓獲並被監禁在謝拉茲。由於波蘭教會的干預，克拉科夫主教才恢復了自由。最終解決方案終於在1286年11月30日簽署，當時萊謝克二世同意支付克拉科夫主教普拉曼科沃的保羅3,000罰款作為賠償損失和承認主教的特權。

### 騎士團於1282年及1285年的叛亂
萊謝克二世政府也引起當地騎士的反對，這可能是令人驚訝的，因為他們多次為波蘭最高公爵遠征。第一次叛亂發生於1282年，當時總督雅努什·斯塔茨趁着萊謝克二世不在的時候將桑多梅日和拉多姆的堡壘交給馬佐夫舍公爵康拉德二世。這次叛亂（如果真的發生了，因為關於它的第一個記載是來自波蘭歷史學家揚·德烏戈什，而且奇怪的是，那個總督其後仍在他的崗位上）被迅速鎮壓。
三年後，在1285年4月發生了一次更為嚴重的叛亂，當時桑多梅日前任總督及現任克拉科夫總督雅努什·斯塔茨聯同現任桑多梅日總督Otto Toporczyk組建了一支反對萊謝克二世的軍隊，因為此次出其不意的叛亂萊謝克二世被迫逃往匈牙利。對萊謝克二世幸運的是，由反叛者支持的大公候選人馬佐夫舍公爵康拉德二世未能攻下由最高公爵夫人格雷菲娜領導當地忠於萊謝克二世的市民一同捍衛的瓦維爾城堡。1285年5月3日在博古西採舉行了一場決定性的戰鬥，在匈牙利軍隊的幫助下，萊謝克二世取得了巨大的勝利，迫使叛亂分子離開他的統治地。這次平伏叛亂迫使萊謝克二世修改他的地方政策，所以政府更加穩定直至他的統治結束。

### 蒙古入侵波蘭
1287年至1288年間，由那海和兀剌不花領導的蒙古人第三次入侵波蘭。他們的部隊在一些基輔羅斯的王公的支持下，入侵者強大得無法在戰鬥中直接面對，因此騎士和平民都進入堡壘中避難。萊謝克二世前往匈牙利尋求幫助。這一次，波蘭為蒙古入侵做好比前兩次入侵更好的準備-在克拉科夫和桑多梅日建立了幾個要塞以保衛土地。並贏得數場勝利，最終戰勝了蒙古人。

### 第一個皮亞斯特聯盟
人們認為是萊謝克二世啟動了波蘭統一的進程。根據歷史學家奧斯瓦爾德·巴爾澤的理論，他提出約於1287年由四位公爵組成的第一次皮亞斯特聯盟（Les Piast Coalition）。四位公爵分別是克拉科夫大公及桑多梅日公爵萊謝克二世、弗羅茨瓦夫公爵亨里克四世、大波蘭公爵普熱梅斯瓦夫二世及格沃古夫公爵亨里克三世，聯盟的主要目的是安排小波蘭的繼承權的次序。現代史學對此假設進行了駁斥，因為在此期間萊謝克二世，普熱梅斯瓦夫二世和亨里克四世的關係並不良好。另一方面，另一個可能顯示出明顯的國家趨向統一的事實是對聖斯坦尼斯勞斯的崇拜越來越多。

### 逝世
萊謝克二世於1288年9月30日在克拉科夫去世，並被埋葬在當地的多米尼加聖三一教堂。 在他去世後，主要的皮亞斯特統治者為克拉科夫的統治權爆發了一場激烈的爭執。最終，亨利克四世於1289年成為新的波蘭最高公爵，但一年之後他的突然死亡導致了克拉科夫輾轉落在普熱梅斯瓦夫二世手上。 然而，此後不久（1291年），他被波希米亞國王瓦茨拉夫二世的代表廢黜，瓦茨拉夫二世成為新的最高公爵和波蘭國王。由於沒有合法的理由可以統治，瓦茨拉夫二世設法從萊謝克二世夫人格雷菲娜那裡獲得了一份文件，根據該文件，她割讓了作為最高公爵遺孀所獲得的舊松奇地區給他的姨甥瓦茨拉夫二世，其中可疑地包括所有的克拉科夫地區。